# Thevenetimyia notata
Thevenetimyia notata är en tvåvingeart som beskrevs av Hall 1969. Thevenetimyia notata ingår i släktet Thevenetimyia och familjen svävflugor.
Artens utbredningsområde är Kalifornien. Inga underarter finns listade i Catalogue of Life.